# Damnamenia vernicosa
Damnamenia es un género monotípico de plantas herbáceas, perteneciente a la familia Asteraceae. Su única especie Damnamenia vernicosa, es originaria de Nueva Zelanda.

## Descripción
Damnamenia vernicosa es una pequeña planta herbácea perennifolia y estolonífera. Tiene hojas brillantes verdes y flores blancas con centros oscuros de color púrpura. La planta florece de noviembre a enero y fructifica de diciembre a marzo.

## Distribución y hábitat
La planta es endémica de Nueva Zelanda donde se encuentra en las islas subantárticas de Auckland y Campbell. Su hábitat preferido son las tierras altas pantanosas y dominados por Pleurophyllum. También crece en elevaciones más bajas en sitios expuestos y con escasa vegetación.

## Taxonomía
Damnamenia vernicosa fue descrita por (Hook.f.) Given y publicado en New Zealand Journal of Botany 11(4): 787. 1973.
Sinonimia
- Aster vernicifluus F.Muell.
- Aster vernicosus (Hook.f.) F.Muell.
- Celmisia vernicosa Hook.f.	basónimo
- Celmisia vernicosa var. mollicula Allan
- Elcismia vernicosa (Hook.f.) B.L.Rob.[4]